# Onciale 047
L'Onciale 047 (numerazione Gregory-Aland; von Soden: ε 95), è un codice manoscritto onciale del Nuovo Testamento, in lingua greca, datato paleograficamente all'VIII secolo.

## Testo
Il codice è composto da 152 fogli di pergamena di 205 per 152 mm. Il testo è disposto a forma di croce in ogni pagina, ognuna di 37-38 linee. Le lettere onciali sono piccole.
Il codice contiene il testo quasi completo dei quattro Vangeli canonici.

### Critica testuale
Contiene la pericope dell'adultera (Vangelo secondo Giovanni 7,53-8,11) e omette Matteo 16,2b-3.
Il testo greco del codice è rappresentativo del tipo testuale bizantino. Kurt Aland lo collocò nella categoria V.

## Storia
Il codice è conservato alla Princeton University (Library Μed. and Ren. Mss, Garrett 1).